# Crossata californica
Crossata californica är en snäckart som först beskrevs av Hinds 1843.  Crossata californica ingår i släktet Crossata och familjen Bursidae. Inga underarter finns listade i Catalogue of Life.